# Jurjusan (Fluss)
Der Jurjusan (russisch Юрюзань; baschkirisch Йүрүҙән) ist ein linker Nebenfluss der Ufa (und damit Teil des Wolga-Systems) im europäischen Teil Russlands.
Der Name bedeutet übersetzt so viel wie „großes Tal“ oder „großer Kanal“ und kommt aus der baschkirischen Sprache.

## Verlauf
Der Jurjusan entspringt im südlichen Ural am Nordosthang des 1.640 m hohen Jamantau im Osten der Republik Baschkortostan, unweit der Grenze zur Oblast Tscheljabinsk. Von dort fließt er zunächst nach Nordosten und erreicht nach rund 10 km die Oblast Tscheljabinsk. Hier nimmt er den Beresjak auf und biegt kurz darauf nach Westen ab.
Nach der Einmündung der Kutkurka wendet der Fluss sich wieder nach Norden und erreicht nach wenigen Kilometern die Geschlossene Stadt Trjochgorny und die nur wenig nördlich gelegene Kleinstadt Jurjusan. Anschließend fließt der Fluss wiederum nach Westen, wo bei Ust-Kataw der Kataw einmündet.
Etwa 5 km westlich von Ust-Kataw erreicht der Jurjusan wieder die Grenze zu Baschkortostan. Er biegt erneut nach Norden ab und markiert nun bis auf wenige kurze Unterbrechungen für mehrere Kilometer die Grenze zwischen Baschkortostan und der Oblast Tscheljabinsk. Rund 10 km südlich des regional bekannten Kurorts Jangan-Tau fließt er dann endgültig nach Baschkortostan.
Der Jurjusan durchfließt nun kurvenreich den Nordosten Baschkortostans in hauptsächlich nordwestlicher Richtung, ehe er nahe Karaidel den Pawlowsker Stausee erreicht und über diesen in die Ufa einmündet.

## Nutzung
Wegen der landschaftlich reizvollen Umgebung wird der Fluss viel von Wassersportlern benutzt, unter anderem für Floß- und Kanufahrten. Der Fluss gefriert zwischen der zweiten Oktoberhälfte und Anfang Dezember, das Eis bricht im April. In der eisfreien Zeit ist der Fluss auf den unteren 10 km schiffbar. Daneben wird das Wasser des Jurjusan als Brauchwasser in der Industrie verwendet.